# Vere Ponsonby, 9. Earl of Bessborough

Vere Ponsonby, 9. Earl of Bessborough

Vere Brabazon Ponsonby, 9. Earl of Bessborough GCMG, PC (* 27. Oktober 1880; † 10. März 1956) war ein britischer Geschäftsmann und Politiker. Von 1931 bis 1935 war er Generalgouverneur von Kanada.

## Leben
Ponsonby wurde in London als drittes Kind und erster Sohn von Edward Ponsonby und dessen Frau Blanche geboren. Er besuchte die Harrow School und studierte anschließend am Trinity College der University of Cambridge Rechtswissenschaft. Er arbeitete dann als Barrister.
1906 erbte sein Vater den Titel eines Earl of Bessborough; als Titelerbe erhielt Ponsonby dadurch den Höflichkeitstitel Viscount Duncannon. Sechs Jahre später heiratete er
Roberte de Neuflize, mit der er drei Söhne und eine Tochter hatte. Zwei der Söhne verstarben vor ihrem Vater.
Bereits 1907 war Ponsonby in den London County Council gewählt worden. Im Jahre 1910 war er für einige Monate als Konservativer Mitglied des House of Commons für den Wahlbezirk Cheltenham. Drei Jahre später wurde er erneut gewählt, nunmehr für Dover. Daneben war Ponsonby ein erfolgreicher Geschäftsmann. Unter anderem leitete er die São Paulo Railway, eine private britische Eisenbahnlinie in São Paulo, die die Schienenseilbahn Paranapiacaba betrieb, und war stellvertretender Vorstandsvorsitzender von De Beers Consolidated Mines.
Mit dem Tode seines Vaters im Jahre 1920 erbte er dessen Earlswürde, die zur Peerage of Ireland gehörte, und damit auch den mit den nachgeordneten Baronien verbundenen Sitz im House of Lords.

## Generalgouverneur von Kanada
Anfang 1931 wurde Ponsonby von König Georg V. auf Empfehlung des kanadischen Premierministers Richard Bedford Bennett zum Generalgouverneur von Kanada ernannt. Die Ernennung kam überraschend, da Ponsonby über keine Verwaltungserfahrung verfügte; er war der einzige Geschäftsmann, der jemals zum Generalgouverneur eines Commonwealth Realms ernannt wurde.
In seine Amtszeit fielen die Folgen der Weltwirtschaftskrise, die Kanada schwer traf. Bereits am Ende des ersten Jahres seiner Amtszeit erhielt Kanada durch das Statut von Westminster den Status eines gleichgeordneten Dominions. Der Generalgouverneur war nunmehr der Vertreter des Kanadischen Monarchen, der in Personalunion Staatsoberhaupt des Vereinigten Königreichs war.
Besondere Interessengebiete von Ponsonby waren die modernen Kommunikationstechnologien seiner Zeit, insbesondere Telefon und Rundfunk. Unter anderem initiierte er die Gründung der Canadian Broadcasting Corporation im Jahre 1936. Er stützte auch in erheblichen Maße das Theater. Die steigende Bedeutung und Selbstständigkeit Kanadas zeigte sich auch darin, dass Ponsonby offizieller Gastgeber verschiedener internationaler Konferenzen war und eine Reihe ausländischer Würdenträger empfing, so unter anderem den siamesischen König Prajadhipok.

## Späteres Leben

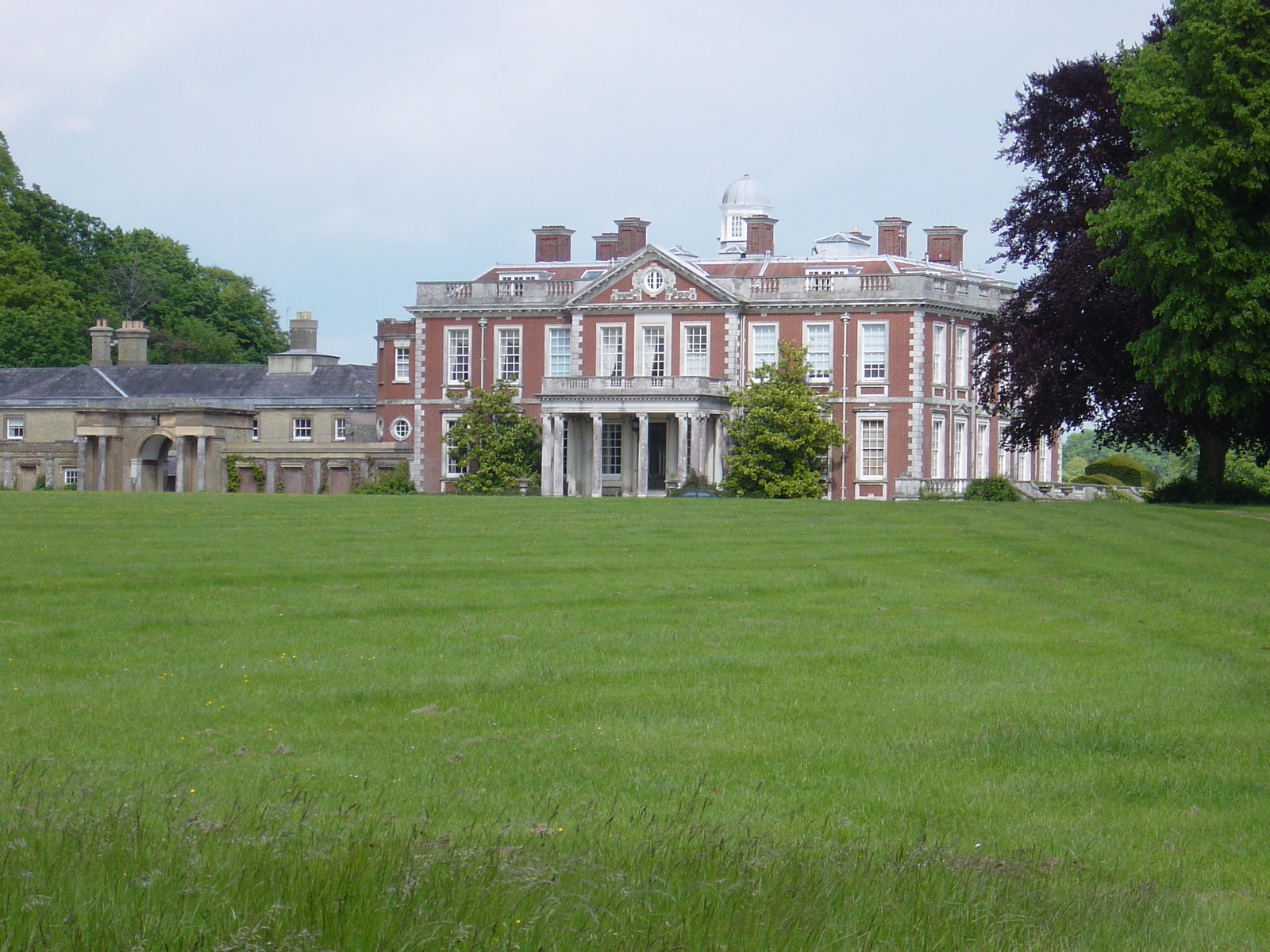
Stansted House

Nach dem Ende seiner Amtszeit nahm Ponsonby seine Tätigkeiten als Geschäftsmann wieder auf. 1937 wurde ihm der Titel eines Earl of Bessborough nochmals, nunmehr jedoch in der Peerage of the United Kingdom, verliehen. Während des Zweiten Weltkriegs arbeitete er für das Foreign Office im Rahmen der Betreuung von Flüchtlingen.
Ponsonby starb 1956 auf dem von ihm erworbenen Landsitz Stansted House. seine Titel gingen auf seinen einzigen überlebenden Sohn Frederick über.